# Razgon, Avram Moiseevich
Avram Moiseevich Razgon (ruso: Аврам Моисеевич Разгон; 6 de enero  de 1920  – 3 de febrero de 1989) fue un historiador  ruso y un prominente teórico soviético de museología, Doctor de ciencias históricas (1974) y catedrático Universitario (1986).

## Carrera
Razgon se graduó de la Universidad Lomonósov de Moscú en 1948, fue estudiante y luego asociado de N. Rubinstein, un reconocido historiador soviético, un renombrado historiador soviético, especialista en  historiografía de la historia rusa.
Trabajó como colaborador científico  principal (1952-1962) y luego como director adjunto de ciencia (1962-1972) en el Instituto de investigación en museística Museología en Moscú.
Razgon fue jefe del sector de Museología en el Museo de la revolución desde 1972 hasta 1974. Dirigió el Departamento de cartografía del Museo Estatal de Historia en Moscú entre 1974 y 1988. En 1984 fundó el Departamento de Museología en el Instituto para el perfeccionamiento de las habilidades profesionales de los trabajadores de arte y cultura de la URSS, donde fue jefe de Departamento hasta 1989. También impartió clases de museología en la facultad de historia en la Universidad Lomonósov de Moscú y en el Departamento de Museología del Instituto Estatal de Historia y Archivos de Moscú. Fue el primero en obtener el grado académico del Catedrático del Departamento de Museología en la URSS (1986). 
Razgon fue uno de los fundadores del Comité Internacional para la museología (ICOFOM) del ICOM en 1977 y fue Vicepresidente del ICOFOM desde 1977 hasta 1983. Participó en la elaboración del Glosario internacional de términos museales Dictionarium museologicum publicado en 1983 y en 1986.
Razgon dirigió un proyecto internacional (junto con museólogos de la RDA) para escribir el libro "Museología: museos históricos" publicado en 1988, que constituyó el principal manual sobre museología durante muchos años. En las últimas décadas de su vida Razgon puso mucha energía en el desarrollo de los fundamentos teóricos y metodológicos de la educación profesional de museólogos.
El Museo Estatal de Historia y otras instituciones patrimoniales han organizado una serie de conferencias para conmemorar su obra y sus ideas, fundamentales para el desarrollo de teoría y práctica museales.

## Intereses de investigación
Razgon es autor de más de 100 artículos científicos sobre historia económica y museología. Su investigación se basó tanto en fuentes impresas y archivos, como en los objetos de las colecciones de museos. Sus artículos estuvieron dedicados a la historia de museos históricos, arqueológicos, militares y locales y a la protección de monumentos históricos y culturales en el contexto de la historia social y el desarrollo del conocimiento científico. Resumiendo estas observaciones, su tesis doctoral “Museos históricos en Rusia en 1861-1917” (1973) llegó a ser una obra de principal importancia en historiografía de la museología rusa. Dirigió la preparación de  trabajos colectivos en la historia de museos "Ensayos sobre la historia de museos en Rusia y la URSS" (1960-1971), entre los cuales, Razgon publicó artículos sobre el estado de museos y monumentos históricos desde el siglo dieciocho hasta el año 1917.
Desde mediados de los años setenta los intereses científicos de Razgon reposan principalmente en el campo de la historia y la teoría del trabajo de museos. Razgon consideraba que la museología mostraba "características de una rama científica independiente"  dedicada a estudiar los procesos de preservación de información social, conocimiento del mundo y transferencia del conocimiento y la emoción a través de los objetos de museo. Razgon promovió la idea de  "estudios de las fuentes museales". Además  estaba interesado en determinar el lugar de la museología en relación con otras ciencias y campos del conocimiento y en el mejoramiento de la terminología museológica.
La idea de Razgon sobre "estudios de las fuentes museales" como un área independiente fue desarrollada más adelante en los artículos de Nina P. Finyagina (1930-2000) y Natalia G. Samarina (1958-2011). Desde su punto de vista, la diferencia principal entre "estudios de las fuentes museales" y "estudios de las fuentes históricas" está en el énfasis en la información semántica que conlleva un objeto de museo.

## Obras
- Finjagina N. P., Razgon A.M. Izučenie i naučnoe opisanie pamjatnikov material’noj kul’tury. Moskva : Sovetskaja Rossija, 1972, 271 p.

- Razgon A.M. Research work in museums: its possibilities and limits, in Possibilities and Limits in Scientific Research Typical for the Museums.  (Les possibilités et les limites du travail et de la recherche scientifiques dans les muses, in Possibilités et limites de la recherche scientifique typiques pour les musées). Brno, Musée morave, 1978, p. 20–45, 99–127.

- Razgon A.M. Contemporary museology and the problem, in Sociological and Ecological Aspects in Modern Museum Activities in the Light of Cooperation With Other Related Institutions. (La muséologie contemporaine et le problème de la place des musées dans le système des institutions sociales, in Aspects sociologiques et écologiques dans l’activité des musées modernes en coopération avec les autres organisations sœurs).  Brno, Moravian Museum, 1979, p. 29–37.

- Razgon A.M. Museological provocations 1979, in Museology – Science or just practical museum work? MuWoP 1, 1980, p. 11–12. Archivado el 29 de noviembre de 2014 en Wayback Machine.

- Razgon A.M. Multidisciplinary research in museology.  MuWoP 2, 1981, p. 51–53. Archivado el 3 de marzo de 2016 en Wayback Machine.

## Trabajos sobre Razgon
- Slovo o soratnike i druge. Moskva : Gosudarstvennyj Istoričeskij Muzej, 1999, 152 p.